# أربيان مضلع القلادة
أربيان مضلع القلادة (الاسم العلمي: Anthemis monilicostata) هو نوع نباتي يتبع جنس الأربيان من الفصيلة النجمية.

## الموئل والانتشار
في بلاد الشام.